# Pelote basque aux Jeux olympiques

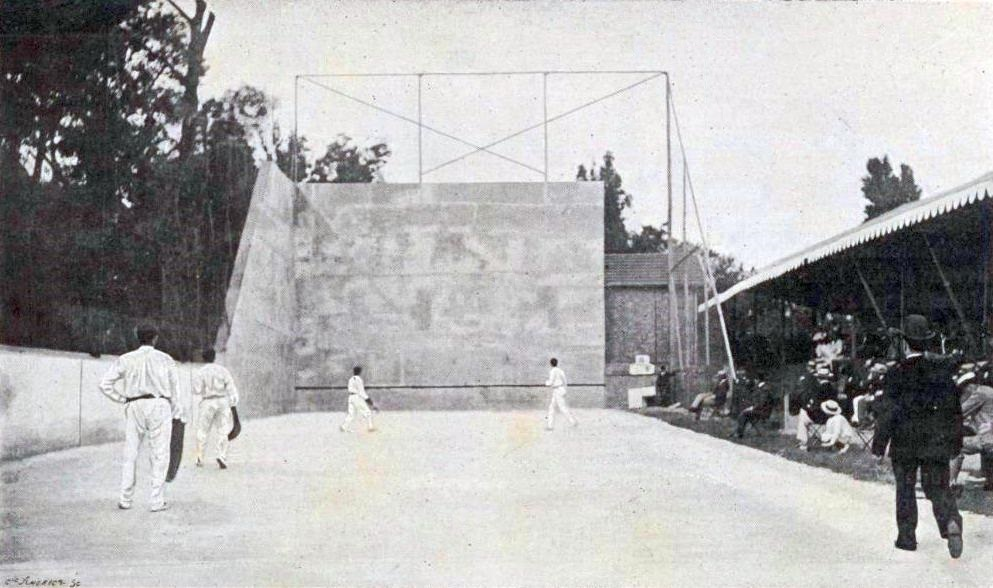
Le Fronton de Neuilly aux JO 1900.

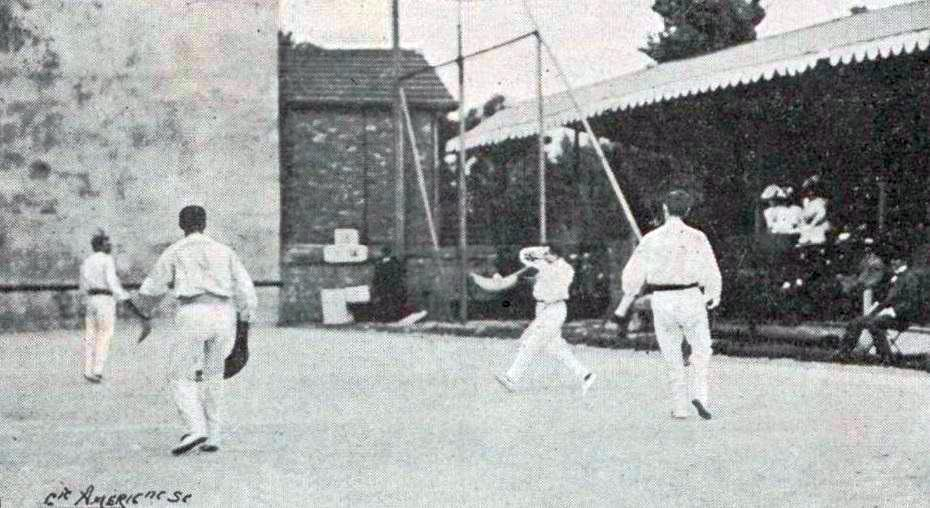
Partie de pelote basque aux JO 1900.

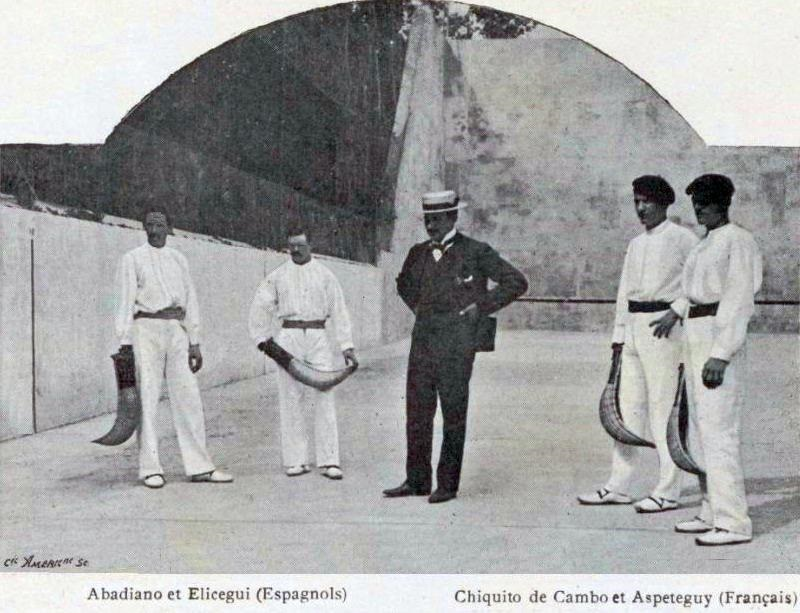
Pelote basque, deux équipes des JO 1900.

L'unique épreuve de pelote basque aux Jeux olympiques s'est déroulée en 1900 à Paris, seulement 2 équipes y étaient inscrites. Le match n'a pas eu lieu mais le premier prix a été attribué à l'équipe espagnole. Il s'agit d'un premier Prix amateurs, reconnu ultérieurement par le CIO.
Ce sport fut également en démonstration aux Jeux olympiques d'été de 1924, Jeux olympiques d'été de 1968 et 1992.

## Événement
• = officiel, D = démonstration
| Jeux             | 1900 | 1904 | 1908 | 1912 | 1920 | 1924 | 1928 | 1932 | 1936 | 1948 | 1952 | 1956 | 1960 | 1964 | 1968 | 1972 | 1976 | 1980 | 1984 | 1988 | 1992 |
| ---------------- | ---- | ---- | ---- | ---- | ---- | ---- | ---- | ---- | ---- | ---- | ---- | ---- | ---- | ---- | ---- | ---- | ---- | ---- | ---- | ---- | ---- |
| Tournoi masculin | •    |      |      |      |      | D    |      |      |      |      |      |      |      |      | D    |      |      |      |      |      | D    |

## Résultats
| Année | Or                                        | Argent       | Bronze       |
| ----- | ----------------------------------------- | ------------ | ------------ |
| 1900  | Espagne Francisco Villota José de Amézola | Non décernée | Non décernée |

(Pour le résultat de l'épreuve dite des professionnels (concomitante), voir à Joseph Apesteguy)

## Tableau des médailles
| Position | Pays    | Or | Argent | Bronze | Total |
| 1        | Espagne | 1  | 0      | 0      | 1     |